# ヘンリー・ロム
ヘンリー・ロム（Henry Lomb、1828年11月24日 - 1908年6月13日）は、ドイツ系アメリカ人の実業家である。ジョン・ボシュと共同でボシュロム社を設立し、ロチェスター工科大学の前身の一つであるメカニクス・インスティテュートを設立した。

## 生涯
ドイツ連邦ヘッセン選帝侯国（現 ドイツ・ヘッセン州）のブルクハウンで生まれた。1849年にアメリカに移住し、ニューヨーク州ロチェスターで家具職人として働いていた。ロムは、同じドイツから移住し、ロチェスターに住んでいた眼鏡職人のジョン・ボシュと友人になった。
1854年、ロチェスターに眼鏡店を開いたボシュが追加資金を必要としていたとき、ロムは「将来事業が成長したら、ロムをビジネスパートナーにする」という約束で60ドルを貸した。事業は順調に拡大し、2人はボシュロム社を設立した。
1861年、ロムはニューヨーク義勇歩兵隊第13師団に入隊して南北戦争に従軍し、軍曹から大尉まで昇進した。戦争が終わると退役し、ボシュが留守を守っていた会社に戻った。
1885年、ロムは、マックス・ローエンタール、エズラ・R・アンドリュース、フランク・リッター、ウィリアム・F・ペックらとともにメカニクス・インスティテュート（ロチェスター工科大学の前身の一つ）を設立した。ロムは1891年までその理事長を務め、亡くなるまで同校の強力な支援者であり続けた。
1908年、ロムはニューヨーク州ピッツフォードにおいて79歳で急死した。遺体はロチェスターのマウントホープ墓地に埋葬されている。後にボシュも同じ墓地に埋葬された。